# Eric Morecambe
John Eric Bartholomew, plus connu sous son nom de scène Eric Morecambe, né le 14 mai 1926 à Morecambe au Royaume-Uni et mort le 28 mai 1984 à Cheltenham dans ce même pays, est un humoriste britannique. Il forme avec Ernie Wise le duo comique Morecambe and Wise, actif de 1941 jusqu'à la mort de Morecambe en 1984. 
Il est l'une des covedettes de la série télévisée The Morecambe & Wise Show, diffusée sur la chaîne BBC One puis Thames.

## Vie privée
Il se marie avec Joan Bartlett le 11 décembre 1952, et Wise fut le garçon d’honneur. Le couple a eu trois enfants.